# Dicranomyia alascaensis
Dicranomyia alascaensis là một loài ruồi trong họ Limoniidae. Chúng phân bố ở miền Tân bắc.